# Синдром Абдалла — Девіса — Фарража
Синдром Абдалла — Девіса — Фарража (також спадкова спастична параплегія 23; англ. Abdallat-Davis-Farrage syndrome; Hereditary spastic paraplegia 23) — рідкісне спадкове захворювання з виникненням паралічів і аномалій шкіри та волосся. Його відносять до групи факоматозів, хвороб центральної нервової системи

## Етимологія
Названий на честь йорданського невролога Аднана Абдала, який описав його 1980 року разом із співробітниками, серед членів однієї йорданської родини.

## Генетика і патологічні зміни
Синдром успадковується за аутосомно-рецесивним типом, тобто для проявлення симптомів, людина повинна успадкувати мутований ген одразу від обох батьків. Оскільки це не пов'язане з жодним з генів, що визначають стать, синдром може проявлятися як у чоловіків, так і у жінок. Ті особи, в яких є тільки один ген, є носіями, і вони, як правило, не мають жодних ознак. У випадку, якщо людина успадковує обидва гени, симптоми зазвичай з'являються до віку одного року.

Шляхом вивчення біоптатів нервів і шкіри у хворих було виявлено аксонну дегенерацію, патологічну епідермальну пігментацію.

## Клінічні ознаки
Описані перші пацієнти мали розлади шкіри та пігментації волосся, прогресуючий спастичний парапарез та периферичну нейропатію. З народження відзначають дифузно депігментоване волосся і шкіру. З віку 6 місяців розвивається розпливчаста пігментація, особливо в опромінених сонцем ділянках шкіри, а у волосся — неправильна пігментація. Прогресуючий парапарез був вперше відзначено у віці 6 років.